# Struktura gospodarcza
Struktura gospodarcza – jest to układ elementów gospodarki oraz zespół występujących między nimi relacji. W ten sposób opisywana jest struktura produkcji, zatrudnienia czy majątku trwałego, ale także jej efektywność. 

## Rodzaje układów struktury
1. Przedmiotowy – charakteryzuje działowo-gałęziową strukturę gospodarki,
2. Terytorialny – rozmieszczenie elementów gospodarki narodowej,
3. Instytucjonalny – kształtowanie się stosunków ekonomicznych w kraju oraz stosowanie rozwiązań regulacyjnych,
4. Podział pracy i specjalizacja międzynarodowa – struktura zasobów naturalnych i produkcji. Decyduje to o przewadze komparatywnej i konkurencyjności podobnych towarów wytwarzanych za granicą.